# بريسي بريير
بريسي بريير هي بلدية فرنسية تقع في إقليم الأردين في منطقة غراند إيست. 